# Taylor (Nebraska)
Taylor település az Amerikai Egyesült Államok Nebraska államában, Loup megyében, melynek megyeszékhelye is. Lakosainak száma 141 fő (2020. április 1.).

## Népesség
A település népességének változása:

| 2010 | 190 |
| 2020 | 141 |